# Hudson (Schiff, 1963)
Die Hudson war ein Forschungsschiff der Canadian Coast Guard. Registriert in Ottawa, Ontario, gehörte es zur Atlantikflotte der CCG und war in Dartmouth (Nova Scotia) stationiert. Es war das bekannteste Forschungsschiff Kanadas und dem Bedford Institute of Oceanography zugeteilt, für welches es rund 200 Tage im Jahr auf See war.

## Geschichte
Die Hudson wurde im Auftrag des damaligen Department of Energy, Mines and Resources (dem heutigen Natural Resources Canada) von der Saint John SB & DD Ltd. in Saint John, New Brunswick, gebaut und lief 1963 vom Stapel. In den 1960er Jahren bestätigten Untersuchungen mithilfe der Hudson die Kontinentaldrift. Messungen am Mittelatlantischen Rücken wurden während fünf Forschungsfahrten vorgenommen. Im Jahr 1967 brach das Schiff zur ersten ozeanographischen Forschungsfahrt auf, die in der Dänemarkstraße im Winter durchgeführt wurde.
Einer der tragischsten Einsätze der Hudson fand 1982 statt. Sie suchte nach den Leichen des Ocean-Ranger-Unglücks vom Valentinstag 1982.
Die Hudson wurde im Jahr 2022 außer Dienst gestellt, nachdem verschleißbedingte Reparaturen als zu kostspielig eingeordnet worden waren, und sollte im Jahr 2023 verschrottet werden.
Benannt war das Schiff nach dem englischen Seefahrer Henry Hudson.

## Ausstattung
Das Schiff wurde dieselelektrisch angetrieben. Für die Stromerzeugung für die Antriebsmotoren standen Generatoren zur Verfügung, die von vier Alco-251D-Dieselmotoren mit zusammen 6469 kW Leistung angetrieben wurden. Weiterhin standen zwei von Caterpillar-Dieselmotoren angetriebene Generatoren sowie ein von einem Caterpillar-Dieselmotor angetriebener Notgenerator zur Verfügung.
Die Hudson verfügte mehrere Labore, darunter ein hydrographisches, ein ozeanographisches und ein geochemisches Labor. Auf den Decksaufbauten war im vorderen Bereich ein Mast mit einem geschlossenen Ausguck installiert.
Das Schiff verfügte über zwei 200 bzw. 405 m³ große Laderäume, die über zwei jeweils 3,6 × 2,3 m große Luken zugänglich waren. An Bord konnten fünf Container mitgeführt werden. Im Heckbereich befanden sich ein 138 m² großes Hubschrauberlandedeck und ein 28 m² großer Hangar. An Hebewerkzeugen stand unter anderem ein Heckgalgen zur Verfügung.
Das Schiff konnte 105 Tage auf See bleiben und dabei 23100 Seemeilen zurücklegen. Es erfüllte die Polar-Klasse 2.